# Fristil (brottning)

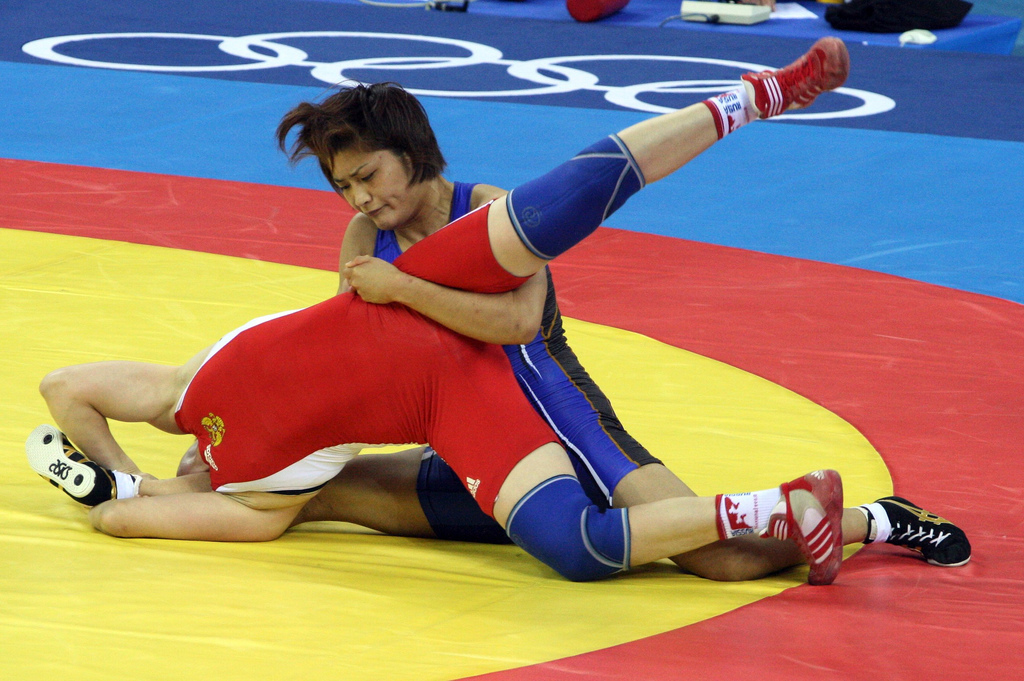
Fristilsbrottning under OS 2008.

Fristil, fristilsbrottning, är en av de två brottningsstilar som finns med vid de olympiska spelen. I fristil får man till skillnad från i grekisk-romersk stil även ta grepp under motståndarens höft samt aktivt använda sina egna ben. Fristil är den enda brottningsstil som utövas (olympiskt) av damer..